# 冷凍船

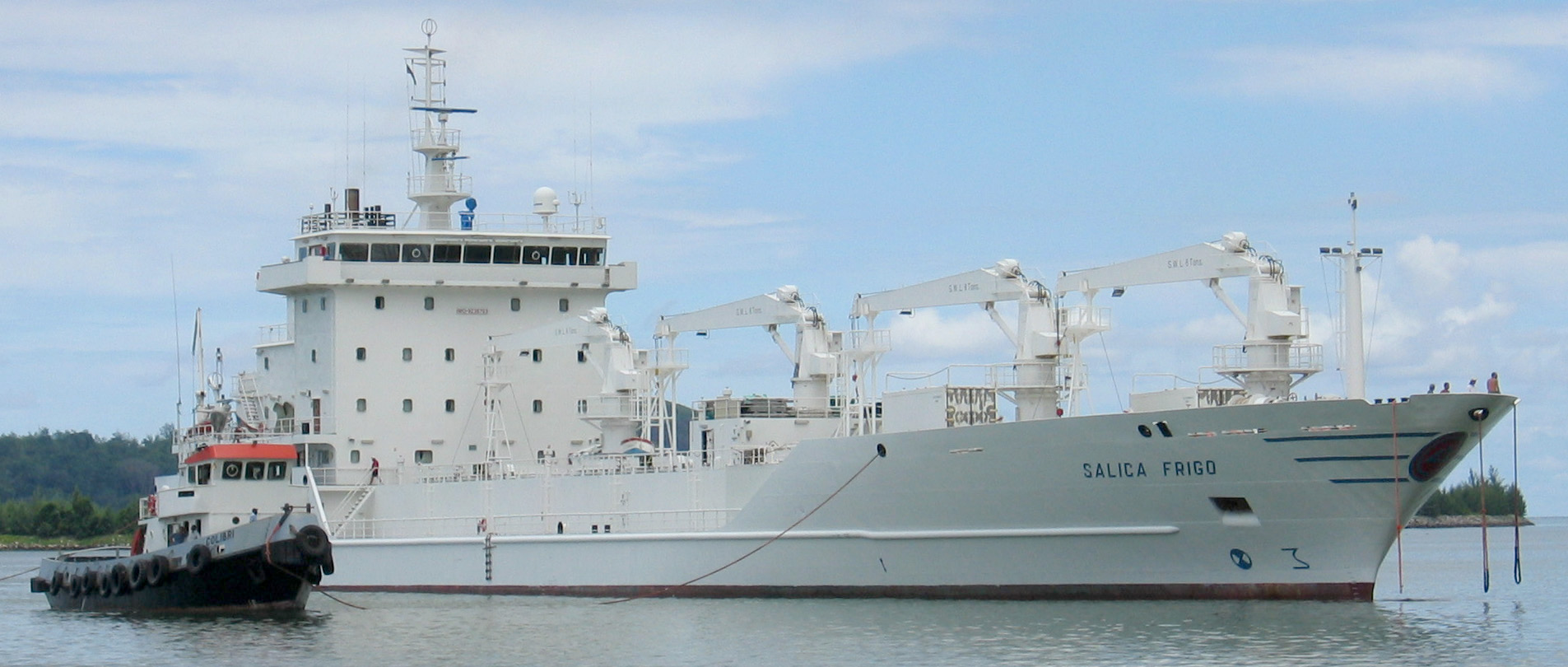
冷凍船"Salica Frigo"

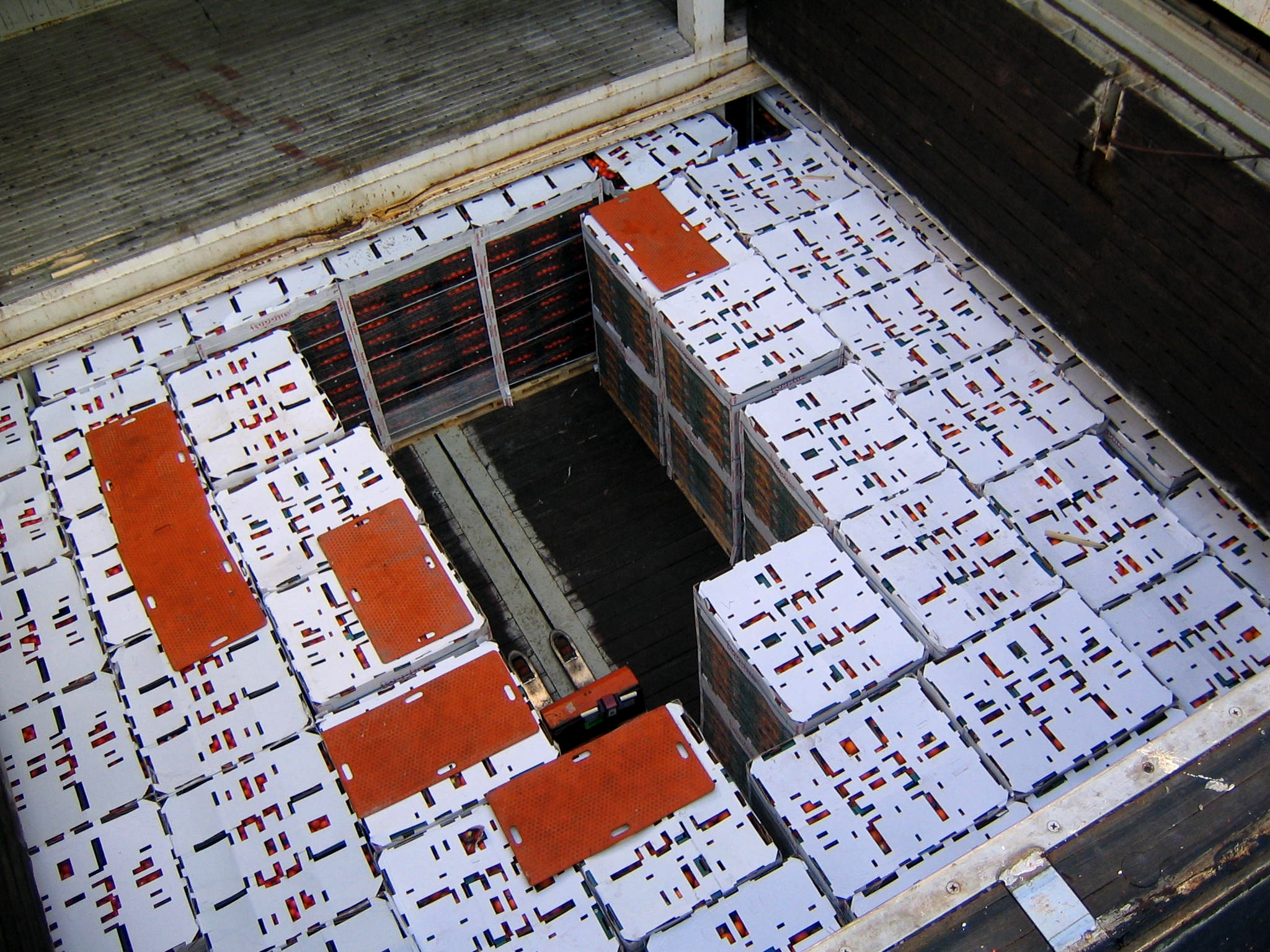
パレット積みされた果物が冷凍船の船倉に収められている様子

冷凍船（れいとうせん、英語: reefer ship）、あるいは冷蔵船、冷凍・冷蔵船は、果物、肉、魚、野菜、乳製品、その他の食品などの、腐りやすく温度を管理して輸送する必要のある商品を運ぶために用いられる船の一種である。冷凍運搬船、冷蔵運搬船、冷凍・冷蔵運搬船、リーファー船ともいう。
冷凍船は2つの分類に分けられる。
1. サイドドアを備えた船は、岸壁の高さにサイドドアがあり、フォークリフトにより積み込み・積み降ろしに利用される。サイドドアの脇にはエレベーターがあり、積み荷をそれぞれの甲板へ輸送する。この特別な設計により、短距離輸送に向いた船となっている。
2. 在来型の船は伝統的なハッチからクレーンあるいはデリックによる荷役を行い、パレット化されている貨物やルースカーゴ（荷造りはされているがコンテナリゼーションやパレット化はされていない貨物）に適している。

冷凍・冷蔵船倉を備えた船は食料品輸送に主に用いられてきたが、冷凍機を端に取り付けた冷凍・冷蔵コンテナ（リーファー・コンテナ）に置き換えられてきている。船に搭載したときには、船の発電機につながっている交流380 ボルトのコンセントに接続される。多くの船では冷凍システム用コンセントの数の不足や発電機の容量不足から、冷凍・冷蔵コンテナの輸送数に制限が設けられている。それぞれのコンテナにはスイッチが付けられていて、悪天候時には電源が切られるようになっている。
船会社にとっては冷蔵貨物は収入の大黒柱となっていることがある。冷凍・冷蔵コンテナは正しく運転されていることをチェックする必要があるため、たいていは甲板上に搭載される。空気圧縮機のような冷凍機の主要部品が壊れた際には、火災を起こす前に取り替えるかプラグを取り外す必要がある。こういう状況であるため、ハッチカバーの下では冷凍電源は提供されない。現代のコンテナ船では隣接して検査用の通路があるセルガイドに冷凍・冷蔵コンテナを格納するようになっており、船倉の中でも同様に冷凍・冷蔵コンテナを格納できるようになっている。
現代のコンテナ船の中には、コンテナ自身の冷凍機を止めてしまうことができる水冷システムを搭載しているものもある。甲板下にコンテナを格納すると、冷凍機の発生する熱のために非効率になってしまうからである。このシステムはあらかじめ設定された温度に冷却された水を船側から供給する。
2つの空気圧縮機を積んで非常に正確に、極低温運転ができる冷凍機もある。戦場へ運ぶ血液製剤を搭載したコンテナなどである。エビ、キャビア、血液などは、冷凍・冷蔵輸送商品の中でもっとも高価なものである。